# Pimelodella eigenmanniorum
Pimelodella eigenmanniorum es una especie de pez de la familia Heptapteridae en el orden de los Siluriformes.

## Hábitat
Es un pez de agua dulce .

## Distribución geográfica
Se encuentran en América: ríos costeros del estado de Río de Janeiro (Brasil).